# Saint Mary’s University Halifax

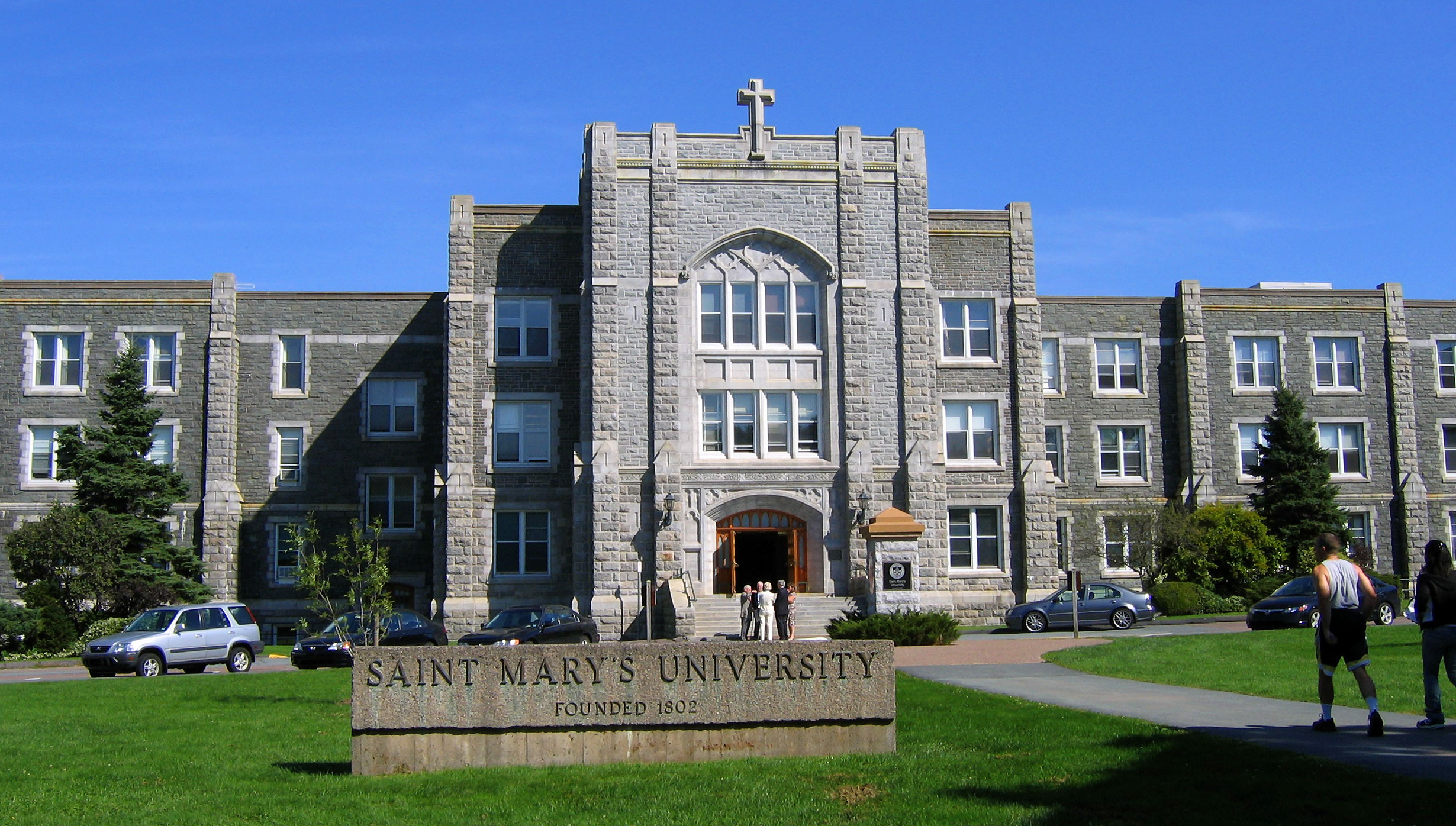
Hauptgebäude der Saint Mary’s University

Saint Mary’s University (SMU) ist eine Universität in Halifax, Nova Scotia, Kanada.

## Geschichte
Vorläufer war eine 1802 durch den römisch-katholischen Priester Edmund Burke gegründete Schule. 1840 erfolgte die Gründung durch das Erzbistum Halifax. 1841 erfolgte die Anerkennung durch die Provinzregierung von Nova Scotia, 1852 die staatliche kanadische Anerkennung. 1913 wurde die Hochschule unter die Leitung der Christian Brothers gestellt; 1940 folgten die Jesuiten. Im Jahr 1970 wurde die Universität eine staatliche Einrichtung.
2002 wurde der Asteroid (6898) Saint-Marys nach der Universität benannt.

## Fakultäten
- Arts
- Business
- Science
- Engineering
- Education